# Лашук Євген Віталійович
Євген Віталійович Лашук (нар. 26 лютого 1978, Київ, УРСР) — український футболіст, півзахисник.

## Кар'єра гравця
У 1995 році розпочав футбольну кар'єру в складі київської «Оболоні». На початку 1997 року перейшов до чернівецької «Буковини», в якій виступав протягом двох років. На початку 1999 року перейшов до першолігової ПФК «Олександрії». Дебютував у футболці ПФК 5 квітня 1999 року в переможному (2:0) домашньому поєдинку 21-о туру першої ліги проти житомирського «Полісся». Євген вийшов на поле на 65-й хвилині, замінивши Володимира Мельниченка. Загалом у квітні 1999 року зіграв 3 матчі в першій лізі
Влітку 1999 року перейшов у тернопільську «Ниву», в складі якої дебютував у Вищій лізі 1 серпня 1999 року в поєдинку проти сімферопольської «Таврії». Євген вийшов на поле на 63-й хвилині замість Автанділа Сіхарулідзе. Потім захищав кольори українських клубів «Сокіл» (Золочів), «Нафтовик» (Охтирка), «Електрометалург-НЗФ» (Нікополь), «Олком» (Мелітополь), «Кримтеплиця» (Молодіжне) та МФК «Миколаїв». У серпні 2005 року був орендований івано-франківським «Спартаком», але незабаром повернувся до миколаївського клубу. 
На початку 2006 року виїхав за кордон, спочатку побував в Естонії, потім перебрався до Грузії, де став гравцем першолігового клубу «Сіоні», з яким виграв чемпіонство. Влітку 2007 року підсилив склад білоруського клубу ФК «Мінськ», зіграв у матчі дублерів проти жодінского «Торпедо». Незабаром завершив кар'єру гравця.

## Тренерська діяльність
З 2010-их років працює дитячим тренером у клубі «Оболонь-Бровар».

## Досягнення
- Друга ліга чемпіонату України
  -  Чемпіон (2): 2000/01, 2005/06

- Ліга Еровнулі
  -  Чемпіон (1): 2006